# Seznam československých olympijských medailistů
Seznam československých olympijských medailistů obsahuje seznam sportovců, kteří získali medaili na olympijských hrách pro bývalé Československo (v letech 1918–1992) a předtím Čechy (v letech 1900–1912). 
V seznamu jsou zahrnuti sportovci české národnosti, slovenské národnosti a stejně tak i sportovci jiných národností, kteří zmíněné země na Olympijských hrách reprezentovali. Zahrnuti naopak nejsou medailisté z her v roce 1906, které MOV neuznal za oficiální.

## Jednotlivci
- * = národnost slovenská

| Sportovec                 | Sport                   | LOH/ZOH | Narození | Úmrtí | Celkem | Zlatá medaile | Stříbrná medaile | Bronzová medaile | link | LOH a ZOH |
| ------------------------- | ----------------------- | ------- | -------- | ----- | ------ | ------------- | ---------------- | ---------------- | ---- | --- |
| Jiří Adam                 | moderní pětiboj         | LOH     | 1950     |       | 1      | 0             | 1                | 0                |      | Stříbrná olympijská medaile |
| Vladimír Andrs            | veslování               | LOH     | 1937     |       | 1      | 0             | 0                | 1                |      | Bronzová olympijská medaile |
| Mikuláš Athanasov         | zápas *                 | LOH     | 1930     |       | 1      | 0             | 0                | 1                |      | Bronzová olympijská medaile |
| Jaroslava Bajerová        | gymnastika              | LOH     | 1910     | 1995  | 1      | 0             | 1                | 0                |      | Stříbrná olympijská medaile |
| Petr Barna                | krasobruslení           | ZOH     | 1966     |       | 1      | 0             | 0                | 1                |      | Bronzová olympijská medaile |
| Jan Bártů                 | moderní pětiboj         | LOH     | 1955     |       | 2      | 0             | 1                | 1                |      | Stříbrná olympijská medaile · Bronzová olympijská medaile |
| Miloslav Bednařík         | sportovní střelba       | LOH     | 1965     | 1989  | 1      | 0             | 1                | 0                |      | Stříbrná olympijská medaile |
| Pavel Benc                | běh na lyžích           | ZOH     | 1963     |       | 1      | 0             | 0                | 1                |      | Bronzová olympijská medaile |
| Hana Bobková              | gymnastika              | LOH     | 1929     |       | 1      | 0             | 0                | 1                |      | Bronzová olympijská medaile |
| Eva Bosáková              | gymnastika              | LOH     | 1931     | 1991  | 4      | 1             | 2                | 1                |      | Zlatá olympijská medaile · Stříbrná olympijská medaile · Stříbrná olympijská medaile · Bronzová olympijská medaile |
| Jan Brzák                 | rychlostní kanoistika   | LOH     | 1912     | 1988  | 3      | 2             | 1                | 0                |      | Zlatá olympijská medaile · Zlatá olympijská medaile · Stříbrná olympijská medaile |
| Imrich Bugár              | atletika, hod diskem    | LOH     | 1955     |       | 1      | 0             | 1                | 0                |      | Stříbrná olympijská medaile |
| Rudolf Burkert            | skoky na lyžích         | ZOH     | 1904     | 1985  | 1      | 0             | 0                | 1                |      | Bronzová olympijská medaile |
| František Čapek           | rychlostní kanoistika   | LOH     | 1914     | 2008  | 1      | 1             | 0                | 0                |      | Zlatá olympijská medaile |
| Věra Čáslavská            | gymnastika              | LOH     | 1942     | 2016  | 11     | 7             | 4                | 0                |      | Zlatá olympijská medaile · Zlatá olympijská medaile · Zlatá olympijská medaile · Zlatá olympijská medaile · Zlatá olympijská medaile · Zlatá olympijská medaile · Zlatá olympijská medaile · Stříbrná olympijská medaile · Stříbrná olympijská medaile · Stříbrná olympijská medaile · Stříbrná olympijská medaile |
| Petr Čermák               | veslování               | LOH     | 1942     |       | 1      | 0             | 0                | 1                |      | Bronzová olympijská medaile |
| Theodor Černý             | dráhová cyklistika      | LOH     | 1957     |       | 1      | 0             | 0                | 1                |      | Bronzová olympijská medaile |
| Jiří Daler                | dráhová cyklistika      | LOH     | 1940     |       | 1      | 1             | 0                | 0                |      | Zlatá olympijská medaile |
| Ludvík Daněk              | atletika, hod diskem    | LOH     | 1937     | 1998  | 3      | 1             | 1                | 1                |      | Zlatá olympijská medaile · Stříbrná olympijská medaile · Bronzová olympijská medaile |
| Vlasta Děkanová           | gymnastika              | LOH     | 1909     | 1974  | 1      | 0             | 1                | 0                |      | Stříbrná olympijská medaile |
| Karol Divín               | krasobruslení *         | ZOH     | 1936     | 2022  | 1      | 0             | 1                | 0                |      | Stříbrná olympijská medaile |
| Božena Dobešová           | gymnastika              | LOH     | 1914     | 1990  | 1      | 0             | 1                | 0                |      | Stříbrná olympijská medaile |
| Josef Doležal             | atletika, chůze 50 km   | LOH     | 1920     | 1999  | 1      | 0             | 1                | 0                |      | Stříbrná olympijská medaile |
| František Douda           | atletika, vrh koulí     | LOH     | 1908     | 1990  | 1      | 0             | 0                | 1                |      | Bronzová olympijská medaile |
| Milena Duchková           | skoky do vody           | LOH     | 1952     |       | 2      | 1             | 1                | 0                |      | Zlatá olympijská medaile · Stříbrná olympijská medaile |
| Bohumil Durdis            | vzpírání                | LOH     | 1903     |       | 1      | 0             | 0                | 1                |      | Bronzová olympijská medaile |
| Josef Effenberger         | gymnastika              | LOH     | 1901     | 1983  | 1      | 0             | 1                | 0                |      | Stříbrná olympijská medaile |
| Ladislav Falta            | sportovní střelba       | LOH     | 1936     |       | 1      | 0             | 1                | 0                |      | Stříbrná olympijská medaile |
| Helena Fibingerová        | atletika, vrh koulí     | LOH     | 1949     |       | 1      | 0             | 0                | 1                |      | Bronzová olympijská medaile |
| Olga Fikotová             | atletika, hod diskem    | LOH     | 1932     | 2024  | 1      | 1             | 0                | 0                |      | Zlatá olympijská medaile |
| Vlasta Foltová-Hamplová   | gymnastika              | LOH     | 1913     | 2001  | 1      | 0             | 1                | 0                |      | Stříbrná olympijská medaile |
| Ladislav Fouček           | dráhová cyklistika      | LOH     | 1930     | 1974  | 2      | 0             | 2                | 0                |      | Stříbrná olympijská medaile · Stříbrná olympijská medaile |
| Ján Franek                | box *                   | LOH     | 1960     |       | 1      | 0             | 0                | 1                |      | Bronzová olympijská medaile |
| Jan Gajdoš                | gymnastika              | LOH     | 1903     | 1945  | 1      | 0             | 1                | 0                |      | Stříbrná olympijská medaile |
| Tomáš Goder               | skoky na lyžích         | ZOH     | 1974     |       | 1      | 0             | 0                | 1                |      | Bronzová olympijská medaile |
| Vilém Goppold z Lobsdorfu | šerm                    | LOH     | 1869     | 1943  | 2      | 0             | 0                | 2                |      | Bronzová olympijská medaile · Bronzová olympijská medaile |
| Václav Havel              | rychlostní kanoistika   | LOH     | 1920     | 1979  | 1      | 0             | 1                | 0                |      | Stříbrná olympijská medaile |
| Jiří Havlis               | veslování               | LOH     | 1932     | 2010  | 1      | 1             | 0                | 0                |      | Zlatá olympijská medaile |
| Jaroslav Hellebrand       | veslování               | LOH     | 1945     |       | 1      | 0             | 0                | 1                |      | Bronzová olympijská medaile |
| Jozef Herda               | zápas *                 | LOH     | 1910     | 1985  | 1      | 0             | 1                | 0                |      | Stříbrná olympijská medaile |
| Jan Heřmánek              | box                     | LOH     | 1907     | 1978  | 1      | 0             | 1                | 0                |      | Stříbrná olympijská medaile |
| Pavel Hofmann             | veslování               | LOH     | 1938     |       | 1      | 0             | 0                | 1                |      | Bronzová olympijská medaile |
| Josef Holeček             | rychlostní kanoistika   | LOH     | 1921     | 2005  | 2      | 2             | 0                | 0                |      | Zlatá olympijská medaile · Zlatá olympijská medaile |
| Zdeňka Honsová            | gymnastika              | LOH     | 1927     | 1994  | 1      | 1             | 0                | 0                |      | Zlatá olympijská medaile |
| Otokar Hořínek            | sportovní střelba       | LOH     | 1929     | 2015  | 1      | 0             | 1                | 0                |      | Stříbrná olympijská medaile |
| Petr Hrdlička             | sportovní střelba       | LOH     | 1967     |       | 1      | 1             | 0                | 0                |      | Zlatá olympijská medaile |
| Anna Hřebřinová           | gymnastika              | LOH     | 1908     | 1993  | 1      | 0             | 1                | 0                |      | Stříbrná olympijská medaile |
| Alois Hudec               | gymnastika              | LOH     | 1908     | 1997  | 1      | 1             | 0                | 0                |      | Zlatá olympijská medaile |
| Václav Chalupa            | veslování               | LOH     | 1967     |       | 1      | 0             | 1                | 0                |      | Stříbrná olympijská medaile |
| Alena Chadimová           | gymnastika              | LOH     | 1932     |       | 1      | 0             | 0                | 1                |      | Bronzová olympijská medaile |
| Olga Charvátová           | alpské lyžování         | ZOH     | 1962     |       | 1      | 0             | 0                | 1                |      | Bronzová olympijská medaile |
| František Janda-Suk       | atletika, hod diskem    | LOH     | 1878     | 1955  | 1      | 0             | 1                | 0                |      | Stříbrná olympijská medaile |
| Vladimír Jánoš            | veslování               | LOH     | 1945     |       | 1      | 0             | 0                | 1                |      | Bronzová olympijská medaile |
| Bohumil Janoušek          | veslování               | LOH     | 1937     |       | 2      | 0             | 0                | 2                |      | Bronzová olympijská medaile · Bronzová olympijská medaile |
| Květa Jeriová             | běh na lyžích           | ZOH     | 1956     |       | 3      | 0             | 1                | 2                |      | Stříbrná olympijská medaile · Bronzová olympijská medaile · Bronzová olympijská medaile |
| František Jež             | skoky na lyžích         | ZOH     | 1970     |       | 1      | 0             | 0                | 1                |      | Bronzová olympijská medaile |
| Alfréd Jindra             | rychlostní kanoistika   | LOH     | 1930     | 2006  | 1      | 0             | 0                | 1                |      | Bronzová olympijská medaile |
| Jan Jindra                | veslování               | LOH     | 1932     |       | 2      | 1             | 0                | 1                |      | Zlatá olympijská medaile · Bronzová olympijská medaile |
| Dan Karabin               | zápas *                 | LOH     | 1955     |       | 1      | 0             | 0                | 1                |      | Bronzová olympijská medaile |
| Bohuslav Karlík           | rychlostní kanoistika   | LOH     | 1908     | 1996  | 1      | 0             | 1                | 0                |      | Stříbrná olympijská medaile |
| Josef Klapuch             | zápas                   | LOH     | 1906     | 1985  | 1      | 0             | 1                | 0                |      | Stříbrná olympijská medaile |
| Michal Klasa              | silniční cyklistika     | LOH     | 1953     |       | 1      | 0             | 0                | 1                |      | Bronzová olympijská medaile |
| Petr Kment                | zápas                   | LOH     | 1942     | 2013  | 1      | 0             | 0                | 1                |      | Bronzová olympijská medaile |
| Vladimír Kocman           | judo                    | LOH     | 1956     |       | 1      | 0             | 0                | 1                |      | Bronzová olympijská medaile |
| Vlastibor Konečný         | silniční cyklistika     | LOH     | 1957     |       | 1      | 0             | 0                | 1                |      | Bronzová olympijská medaile |
| Miroslav Koníček          | veslování               | LOH     | 1936     |       | 2      | 0             | 0                | 2                |      | Bronzová olympijská medaile · Bronzová olympijská medaile |
| Miroslav Koranda          | veslování               | LOH     | 1934     | 2008  | 1      | 1             | 0                | 0                |      | Zlatá olympijská medaile |
| Jiří Kormaník             | zápas                   | LOH     | 1935     |       | 1      | 0             | 1                | 0                |      | Stříbrná olympijská medaile |
| Václav Korunka            | běh na lyžích           | ZOH     | 1965     |       | 1      | 0             | 0                | 1                |      | Bronzová olympijská medaile |
| Alipi Kostadinov          | silniční cyklistika     | LOH     | 1955     |       | 1      | 0             | 0                | 1                |      | Bronzová olympijská medaile |
| Jan Koutný                | gymnastika              | LOH     | 1897     | 1976  | 2      | 0             | 2                | 0                |      | Stříbrná olympijská medaile · Stříbrná olympijská medaile |
| Marie Kovářová            | gymnastika              | LOH     | 1927     |       | 1      | 1             | 0                | 0                |      | Zlatá olympijská medaile |
| Václav Kozák              | veslování               | LOH     | 1937     | 2004  | 1      | 1             | 0                | 0                |      | Zlatá olympijská medaile |
| Marianna Krajčírová       | gymnastika *            | LOH     | 1948     |       | 2      | 0             | 2                | 0                |      | Stříbrná olympijská medaile · Stříbrná olympijská medaile |
| Jarmila Kratochvílová     | atletika                | LOH     | 1951     |       | 1      | 0             | 1                | 0                |      | Stříbrná olympijská medaile |
| Bohumil Kubát             | zápas                   | LOH     | 1935     | 2016  | 1      | 0             | 0                | 1                |      | Bronzová olympijská medaile |
| Bohumil Kudrna            | rychlostní kanoistika   | LOH     | 1920     | 1991  | 2      | 1             | 1                | 0                |      | Zlatá olympijská medaile · Stříbrná olympijská medaile |
| Jan Kůrka                 | sportovní střelba       | LOH     | 1943     |       | 1      | 1             | 0                | 0                |      | Zlatá olympijská medaile |
| Vladek Lacina             | veslování               | LOH     | 1949     |       | 1      | 0             | 0                | 1                |      | Bronzová olympijská medaile |
| Otakar Lada               | šerm                    | LOH     | 1883     | 1956  | 1      | 0             | 0                | 1                |      | Bronzová olympijská medaile |
| Vlastimil Lada-Sázavský   | šerm                    | LOH     | 1886     | 1956  | 1      | 0             | 0                | 1                |      | Bronzová olympijská medaile |
| Hana Lišková              | gymnastika              | LOH     | 1952     |       | 1      | 0             | 1                | 0                |      | Stříbrná olympijská medaile |
| Jozef Lohyňa              | zápas *                 | LOH     | 1963     |       | 1      | 0             | 0                | 1                |      | Bronzová olympijská medaile |
| Emanuel Löffler           | gymnastika              | LOH     | 1901     | 1986  | 3      | 0             | 2                | 1                |      | Stříbrná olympijská medaile · Stříbrná olympijská medaile · Bronzová olympijská medaile |
| Jiří Lundák               | veslování               | LOH     | 1939     |       | 2      | 0             | 0                | 2                |      | Bronzová olympijská medaile · Bronzová olympijská medaile |
| Stanislav Lusk            | veslování               | LOH     | 1931     | 1987  | 2      | 1             | 0                | 1                |      | Zlatá olympijská medaile · Bronzová olympijská medaile |
| Vítězslav Mácha           | zápas                   | LOH     | 1948     |       | 2      | 1             | 1                | 0                |      | Zlatá olympijská medaile · Stříbrná olympijská medaile |
| Václav Machek             | dráhová cyklistika      | LOH     | 1925     |       | 1      | 0             | 1                | 0                |      | Stříbrná olympijská medaile |
| Jiří Malec                | skoky na lyžích         | ZOH     | 1962     |       | 1      | 0             | 0                | 1                |      | Bronzová olympijská medaile |
| Otakar Mareček            | veslování               | LOH     | 1943     |       | 1      | 0             | 0                | 1                |      | Bronzová olympijská medaile |
| Hana Mašková              | krasobruslení           | ZOH     | 1949     | 1972  | 1      | 0             | 0                | 1                |      | Bronzová olympijská medaile |
| Matylda Šínová-Matoušková | gymnastika              | LOH     | 1933     |       | 2      | 0             | 1                | 1                |      | Stříbrná olympijská medaile · Bronzová olympijská medaile |
| Jindřich Maudr            | zápas                   | LOH     | 1906     | 1990  | 1      | 0             | 1                | 0                |      | Stříbrná olympijská medaile |
| Miloslav Mečíř            | tenis *                 | LOH     | 1964     |       | 2      | 1             | 0                | 1                |      | Zlatá olympijská medaile · Bronzová olympijská medaile |
| Karel Mejta               | veslování               | LOH     | 1928     | 2015  | 1      | 1             | 0                | 0                |      | Zlatá olympijská medaile |
| Eliška Misáková           | gymnastika              | LOH     | 1926     | 1948  | 1      | 1             | 0                | 0                |      | Zlatá olympijská medaile |
| Miloslava Misáková        | gymnastika              | LOH     | 1922     | 2015  | 1      | 1             | 0                | 0                |      | Zlatá olympijská medaile |
| Bohumil Mořkovský         | gymnastika              | LOH     | 1899     | 1928  | 1      | 0             | 0                | 1                |      | Bronzová olympijská medaile |
| Václav Mottl              | rychlostní kanoistika   | LOH     | 1914     | 1982  | 1      | 1             | 0                | 0                |      | Zlatá olympijská medaile |
| Jan Mrvík                 | veslování               | LOH     | 1939     |       | 1      | 0             | 0                | 1                |      | Bronzová olympijská medaile |
| Milena Müllerová          | gymnastika              | LOH     | 1923     | 2009  | 1      | 1             | 0                | 0                |      | Zlatá olympijská medaile |
| Lubomír Nácovský          | sportovní střelba       | LOH     | 1935     | 1982  | 1      | 0             | 0                | 1                |      | Bronzová olympijská medaile |
| Karel Neffe               | veslování               | LOH     | 1948     |       | 1      | 0             | 0                | 1                |      | Bronzová olympijská medaile |
| Ondrej Nepela             | krasobruslení *         | ZOH     | 1951     | 1989  | 1      | 1             | 0                | 0                |      | Zlatá olympijská medaile |
| Josef Němec               | box                     | LOH     | 1933     | 2013  | 1      | 0             | 0                | 1                |      | Bronzová olympijská medaile |
| Bohumil Němeček           | box                     | LOH     | 1938     | 2010  | 1      | 1             | 0                | 0                |      | Zlatá olympijská medaile |
| Jana Novotná              | tenis                   | LOH     | 1968     | 2017  | 2      | 0             | 2                | 0                |      | Stříbrná olympijská medaile · Stříbrná olympijská medaile |
| Richard Nový              | veslování               | LOH     | 1937     |       | 1      | 0             | 0                | 1                |      | Bronzová olympijská medaile |
| Radim Nyč                 | běh na lyžích           | ZOH     | 1966     |       | 1      | 0             | 0                | 1                |      | Bronzová olympijská medaile |
| Josef Odložil             | atletika běh na 1500 m  | LOH     | 1938     | 1993  | 1      | 0             | 1                | 0                |      | Stříbrná olympijská medaile |
| Matylda Pálfyová          | gymnastika *            | LOH     | 1912     | 1944  | 1      | 0             | 1                | 0                |      | Stříbrná olympijská medaile |
| Josef Panáček             | sportovní střelba       | LOH     | 1937     |       | 1      | 1             | 0                | 0                |      | Zlatá olympijská medaile |
| Václav Pavkovič           | veslování               | LOH     | 1936     |       | 1      | 0             | 0                | 1                |      | Bronzová olympijská medaile |
| Jiří Parma                | skoky na lyžích         | ZOH     | 1963     |       | 1      | 0             | 0                | 1                |      | Bronzová olympijská medaile |
| Blanka Paulů              | běh na lyžích           | ZOH     | 1954     |       | 1      | 0             | 1                | 0                |      | Stříbrná olympijská medaile |
| Jiří Pecka                | rychlostní kanoistika   | LOH     | 1917     | 1997  | 1      | 0             | 1                | 0                |      | Stříbrná olympijská medaile |
| Zdeněk Pecka              | veslování               | LOH     | 1954     |       | 2      | 0             | 0                | 2                |      | Bronzová olympijská medaile · Bronzová olympijská medaile |
| Martin Penc               | dráhová cyklistika      | LOH     | 1957     |       | 1      | 0             | 0                | 1                |      | Bronzová olympijská medaile |
| Vladimír Petříček         | veslování               | LOH     | 1948     |       | 2      | 0             | 1                | 1                |      | Stříbrná olympijská medaile · Bronzová olympijská medaile |
| Pavel Ploc                | skoky na lyžích         | ZOH     | 1964     |       | 2      | 0             | 1                | 1                |      | Stříbrná olympijská medaile · Bronzová olympijská medaile |
| Luděk Pojezný             | veslování               | LOH     | 1937     |       | 2      | 0             | 0                | 2                |      | Bronzová olympijská medaile · Bronzová olympijská medaile |
| Jiří Pokorný              | dráhová cyklistika      | LOH     | 1956     |       | 1      | 0             | 0                | 1                |      | Bronzová olympijská medaile |
| Dušan Poliačik            | vzpírání                | LOH     | 1955     |       | 1      | 0             | 0                | 1                |      | Bronzová olympijská medaile |
| Jana Posnerová            | gymnastika              | LOH     | 1945     |       | 2      | 0             | 2                | 0                |      | Stříbrná olympijská medaile · Stříbrná olympijská medaile |
| Robert Pražák             | gymnastika              | LOH     | 1892     | 1966  | 3      | 0             | 3                | 0                |      | Stříbrná olympijská medaile · Stříbrná olympijská medaile · Stříbrná olympijská medaile |
| Jozef Pribilinec          | atletika, chůze 20 km * | LOH     | 1960     |       | 1      | 1             | 0                | 0                |      | Zlatá olympijská medaile |
| František Provazník       | veslování               | LOH     | 1948     |       | 1      | 0             | 0                | 1                |      | Bronzová olympijská medaile |
| Václav Pšenička           | vzpírání                | LOH     | 1906     | 1961  | 2      | 0             | 2                | 0                |      | Stříbrná olympijská medaile · Stříbrná olympijská medaile |
| Jana Rabasová             | gymnastika              | LOH     | 1933     | 2008  | 1      | 0             | 0                | 1                |      | Bronzová olympijská medaile |
| Luboš Račanský            | sportovní střelba       | LOH     | 1964     |       | 1      | 0             | 0                | 1                |      | Bronzová olympijská medaile |
| Jiří Raška                | skoky na lyžích         | ZOH     | 1941     | 2012  | 2      | 1             | 1                | 0                |      | Zlatá olympijská medaile · Stříbrná olympijská medaile |
| Alena Reichová            | gymnastika              | LOH     | 1933     |       | 1      | 0             | 0                | 1                |      | Bronzová olympijská medaile |
| Miloslava Rezková         | atletika                | LOH     | 1950     |       | 1      | 1             | 0                | 0                |      | Zlatá olympijská medaile |
| Hedwig Rosenbaumová       | tenis                   | LOH     | 1864     | 1939  | 2      | 0             | 0                | 2                |      | Bronzová olympijská medaile · Bronzová olympijská medaile |
| Josef Růžička             | zápas                   | LOH     | 1925     | 1986  | 1      | 0             | 1                | 0                |      | Stříbrná olympijská medaile |
| Zdeněk Růžička            | gymnastika              | LOH     | 1925     | 2021  | 2      | 0             | 0                | 2                |      | Bronzová olympijská medaile · Bronzová olympijská medaile |
| Hana Růžičková            | gymnastika              | LOH     | 1941     | 1981  | 2      | 0             | 2                | 0                |      | Stříbrná olympijská medaile · Stříbrná olympijská medaile |
| Věra Růžičková            | gymnastika              | LOH     | 1928     | 2018  | 1      | 1             | 0                | 0                |      | Zlatá olympijská medaile |
| Bohumila Řimnáčová        | gymnastika              | LOH     | 1947     |       | 1      | 0             | 1                | 0                |      | Stříbrná olympijská medaile |
| Jozef Sabovčík            | krasobruslení *         | ZOH     | 1963     |       | 1      | 0             | 0                | 1                |      | Bronzová olympijská medaile |
| Jaroslav Sakala           | skoky na lyžích         | ZOH     | 1969     |       | 1      | 0             | 0                | 1                |      | Bronzová olympijská medaile |
| Jaroslava Sedláčková      | gymnastika              | LOH     | 1946     |       | 1      | 0             | 1                | 0                |      | Stříbrná olympijská medaile |
| Bedřich Schejbal          | šerm                    | LOH     | 1874     |       | 1      | 0             | 0                | 1                |      | Bronzová olympijská medaile |
| Pavel Schmidt             | veslování               | LOH     | 1930     | 2001  | 1      | 1             | 0                | 0                |      | Zlatá olympijská medaile |
| Miroslava Skleničková     | gymnastika              | LOH     | 1951     |       | 1      | 0             | 1                | 0                |      | Stříbrná olympijská medaile |
| Jaroslav Skobla           | vzpírání                | LOH     | 1899     | 1959  | 2      | 1             | 0                | 1                |      | Zlatá olympijská medaile · Bronzová olympijská medaile |
| Jiří Skobla               | atletika, vrh koulí     | LOH     | 1930     | 1978  | 1      | 0             | 0                | 1                |      | Bronzová olympijská medaile |
| Milada Skrbková           | tenis                   | LOH     | 1897     | 1935  | 1      | 0             | 0                | 1                |      | Bronzová olympijská medaile |
| Igor Sláma                | dráhová cyklistika      | LOH     | 1959     |       | 1      | 0             | 0                | 1                |      | Bronzová olympijská medaile |
| Leo Sotorník              | gymnastika              | LOH     | 1926     | 1998  | 1      | 0             | 0                | 1                |      | Bronzová olympijská medaile |
| Božena Srncová            | gymnastika              | LOH     | 1925     | 1997  | 2      | 1             | 0                | 1                |      | Zlatá olympijská medaile · Bronzová olympijská medaile |
| Bohumil Starnovský        | moderní pětiboj         | LOH     | 1953     |       | 1      | 0             | 1                | 0                |      | Stříbrná olympijská medaile |
| Július Strnisko           | zápas *                 | LOH     | 1958     | 2008  | 1      | 0             | 0                | 1                |      | Bronzová olympijská medaile |
| Helena Suková             | tenis                   | LOH     | 1965     |       | 2      | 0             | 2                | 0                |      | Stříbrná olympijská medaile · Stříbrná olympijská medaile |
| Gabriela Svobodová        | běh na lyžích *         | ZOH     | 1953     |       | 1      | 0             | 1                | 0                |      | Stříbrná olympijská medaile |
| Oldřich Svojanovský       | veslování               | LOH     | 1946     |       | 2      | 0             | 1                | 1                |      | Stříbrná olympijská medaile · Bronzová olympijská medaile |
| Pavel Svojanovský         | veslování               | LOH     | 1943     |       | 2      | 0             | 1                | 1                |      | Stříbrná olympijská medaile · Bronzová olympijská medaile |
| Vladimír Syrovátka        | rychlostní kanoistika   | LOH     | 1908     | 1973  | 1      | 1             | 0                | 0                |      | Zlatá olympijská medaile |
| Helena Šikolová           | běh na lyžích           | ZOH     | 1949     |       | 1      | 0             | 0                | 1                |      | Bronzová olympijská medaile |
| Olga Šilhánová            | gymnastika              | LOH     | 1920     | 1986  | 1      | 1             | 0                | 0                |      | Zlatá olympijská medaile |
| Miroslav Šimek            | slalom na divoké vodě   | LOH     | 1959     |       | 2      | 0             | 2                | 0                |      | Stříbrná olympijská medaile · Stříbrná olympijská medaile |
| Jiří Škoda                | silniční cyklistika     | LOH     | 1956     |       | 1      | 0             | 0                | 1                |      | Bronzová olympijská medaile |
| Zdeněk Škrland            | rychlostní kanoistika   | LOH     | 1914     | 1996  | 1      | 1             | 0                | 0                |      | Zlatá olympijská medaile |
| Jaroslav Tuček            | šerm                    | LOH     | 1882     |       | 1      | 0             | 0                | 1                |      | Bronzová olympijská medaile |
| Milan Šrejber             | tenis                   | LOH     | 1963     |       | 1      | 0             | 0                | 1                |      | Bronzová olympijská medaile |
| Bedřich Šupčík            | gymnastika              | LOH     | 1898     | 1957  | 3      | 1             | 1                | 1                |      | Zlatá olympijská medaile · Stříbrná olympijská medaile · Bronzová olympijská medaile |
| Eva Šuranová              | atletika, skok daleký * | LOH     | 1946     | 2016  | 1      | 0             | 0                | 1                |      | Bronzová olympijská medaile |
| Ladislav Švanda           | běh na lyžích           | ZOH     | 1959     |       | 1      | 0             | 0                | 1                |      | Bronzová olympijská medaile |
| Jan Švéda                 | veslování               | LOH     | 1931     | 2007  | 1      | 0             | 0                | 1                |      | Bronzová olympijská medaile |
| Ludmila Švédová           | gymnastika              | LOH     | 1936     |       | 1      | 0             | 1                | 0                |      | Stříbrná olympijská medaile |
| Dagmar Švubová            | běh na lyžích           | ZOH     | 1958     |       | 1      | 0             | 1                | 0                |      | Stříbrná olympijská medaile |
| Jiří Tabák                | gymnastika              | LOH     | 1955     |       | 1      | 0             | 0                | 1                |      | Bronzová olympijská medaile |
| Adolfína Tačová           | gymnastika              | LOH     | 1939     |       | 2      | 0             | 2                | 0                |      | Stříbrná olympijská medaile · Stříbrná olympijská medaile |
| Ladislav Tikal            | gymnastika              | LOH     | 1905     | 1980  | 1      | 0             | 1                | 0                |      | Stříbrná olympijská medaile |
| Anton Tkáč                | dráhová cyklistika *    | LOH     | 1951     | 2022  | 1      | 1             | 0                | 0                |      | Zlatá olympijská medaile |
| Július Toček              | veslování *             | LOH     | 1939     | 2004  | 1      | 0             | 0                | 1                |      | Bronzová olympijská medaile |
| Július Torma              | box *                   | LOH     | 1922     | 1991  | 1      | 1             | 0                | 0                |      | Zlatá olympijská medaile |
| Josef Urban               | zápas                   | LOH     | 1899     | 1968  | 1      | 0             | 1                | 0                |      | Stříbrná olympijská medaile |
| Ladislav Vácha            | gymnastika              | LOH     | 1899     | 1943  | 5      | 1             | 2                | 2                |      | Zlatá olympijská medaile · Stříbrná olympijská medaile · Stříbrná olympijská medaile · Bronzová olympijská medaile · Bronzová olympijská medaile |
| Věra Vančurová            | gymnastika              | LOH     | 1932     |       | 1      | 0             | 0                | 1                |      | Bronzová olympijská medaile |
| Miroslav Varga            | sportovní střelba       | LOH     | 1960     |       | 1      | 1             | 0                | 0                |      | Zlatá olympijská medaile |
| Ludvík Vébr               | veslování               | LOH     | 1960     |       | 1      | 0             | 0                | 1                |      | Bronzová olympijská medaile |
| František Ventura         | jezdectví               | LOH     | 1894     | 1969  | 1      | 1             | 0                | 0                |      | Zlatá olympijská medaile |
| Václav Veselý             | gymnastika              | LOH     | 1900     | 1941  | 1      | 0             | 1                | 0                |      | Stříbrná olympijská medaile |
| Zdeňka Veřmiřovská        | gymnastika              | LOH     | 1913     | 1997  | 2      | 1             | 1                | 0                |      | Zlatá olympijská medaile · Stříbrná olympijská medaile |
| Josef Věntus              | veslování               | LOH     | 1931     | 2001  | 2      | 0             | 0                | 2                |      | Bronzová olympijská medaile · Bronzová olympijská medaile |
| Marie Větrovská-Široká    | gymnastika              | LOH     | 1912     | 1987  | 1      | 0             | 1                | 0                |      | Stříbrná olympijská medaile |
| Václav Vochoska           | veslování               | LOH     | 1955     |       | 2      | 0             | 0                | 2                |      | Bronzová olympijská medaile · Bronzová olympijská medaile |
| Ján Zachara               | box *                   | LOH     | 1928     |       | 1      | 1             | 0                | 0                |      | Zlatá olympijská medaile |
| Ota Zaremba               | vzpírání                | LOH     | 1957     |       | 1      | 1             | 0                | 0                |      | Zlatá olympijská medaile |
| Emil Zátopek              | atletika, běh           | LOH     | 1922     | 2000  | 5      | 4             | 1                | 0                |      | Zlatá olympijská medaile · Zlatá olympijská medaile · Zlatá olympijská medaile · Zlatá olympijská medaile · Stříbrná olympijská medaile |
| Dana Zátopková            | atletika, hod oštěpem   | LOH     | 1922     |       | 2      | 1             | 1                | 0                |      | Zlatá olympijská medaile · Stříbrná olympijská medaile |
| Hans Zdražila             | vzpírání                | LOH     | 1941     |       | 1      | 1             | 0                | 0                |      | Zlatá olympijská medaile |
| Miroslav Zeman            | zápas                   | LOH     | 1946     |       | 1      | 0             | 0                | 1                |      | Bronzová olympijská medaile |
| Robert Změlík             | atletika, desetiboj     | LOH     | 1969     |       | 1      | 1             | 0                | 0                |      | Zlatá olympijská medaile |
| Jan Železný               | atletika, hod oštěpem   | LOH     | 1966     |       | 4      | 3             | 1                | 0                |      | Zlatá olympijská medaile · Zlatá olympijská medaile · Zlatá olympijská medaile · Stříbrná olympijská medaile |
| Ladislav Žemla            | tenis                   | LOH     | 1887     | 1955  | 2      | 0             | 0                | 2                |      | Bronzová olympijská medaile · Bronzová olympijská medaile |

## Kolektivní sporty
| Rok                   | Sport                  | Olympionik |
| --------------------- | ---------------------- | --- |
| Antverpy 1920         | - lední hokej - ČSR    | Karel Wälzer, Karel Pešek, Josef Šroubek, Otakar Vindyš, Valentin Loos, Jan Palouš, Jan Peka, Karel Hartmann, Josef Loos |
| Svatý Mořic 1948      | - lední hokej - ČSR    | Bohumil Modrý, Zdeněk Jarkovský, Miroslav Sláma, Přemysl Hainý, Miloslav Pokorný, Josef Trousílek, Oldřich Zábrodský, Vilibald Šťovík, Vladimír Zábrodský, Stanislav Konopásek, Jaroslav Drobný, Václav Roziňák, Karel Stibor, Augustin Bubník, Ladislav Troják, Vladimír Bouzek, Vladimír Kobranov                                                        |
| Innsbruck 1964        | - lední hokej - ČSSR   | Vladimír Dzurilla, Vladimír Nadrchal, František Tikal, František Gregor, Rudolf Potsch, Ladislav Šmíd, Stanislav Sventek, Jiří Dolana, Josef Černý, Jaroslav Walter, Miroslav Vlach, Jozef Golonka, Jiří Holík, Vlastimil Bubník, Jaroslav Jiřík, Jan Klapáč, Stanislav Prýl                                                                               |
| Tokio 1964            | - fotbal - ČSSR        | Josef Vojta, Vladimír Weiss, Anton Švajlen, Anton Urban, František Valošek, Karel Nepomucký, Zdeněk Pičman, František Schmucker, Vojtech Masný, Štefan Matlák, Ivan Mráz, František Knebort, Karel Knesl, Karel Lichtnégl, Jan Brumovský, Ľudovít Cvetler, Ján Geleta                                                                                      |
| Tokio 1964            | - volejbal - ČSSR      | Václav Šmídl, Josef Šorm, Ladislav Toman, Karel Paulus, Boris Perušič, Pavel Schenk, Petr Kop, Josef Labuda, Josef Musil, Milan Čuda, Bohumil Golián, Zdeněk Humhal |
| Grenoble 1968         | - lední hokej - ČSSR   | Vladimír Nadrchal, Vladimír Dzurilla, Josef Horešovský, Jan Suchý, Karel Masopust, František Pospíšil, Oldřich Machač, Jozef Golonka, Jan Hrbatý, Václav Nedomanský, Jan Havel, Jaroslav Jiřík, Josef Černý, František Ševčík, Petr Hejma, Jiří Holík, Jiří Kochta, Jan Klapáč                                                                             |
| Ciudad de México 1968 | - volejbal - ČSSR      | František Sokol, Jiří Svoboda, Lubomír Zajíček, Antonín Procházka, Pavel Schenk, Josef Smolka, Drahomír Koudelka, Josef Musil, Vladimír Petlák, Bohumil Golián, Zdeněk Groessl, Petr Kop |
| Sapporo 1972          | - lední hokej - ČSSR   | Vladimír Dzurilla, Jiří Holeček, Vladimír Bednář, Miroslav Daněk, Josef Horešovský, Oldřich Machač, František Pospíšil, Rudolf Tajcnár, Karel Vohralík, Josef Černý, Richard Farda, Jan Havel, Ivan Hlinka, Jaroslav Holík, Jiří Holík, Jiří Kochta, Vladimír Martinec, Václav Nedomanský, Eduard Novák, Bohuslav Šťastný                                  |
| Mnichov 1972          | - házená - ČSSR        | Jaroslav Škarvan, Peter Pospíšil, Ivan Satrapa, Zdeněk Škára, Vincent Lafko, Andrej Lukošík, Pavel Mikeš, Jaroslav Konečný, František Králík, Jindřich Krepindl, Vladimír Jarý, Jiří Kavan, Arnošt Klimčík, Ladislav Beneš, František Brůna, Vladimír Haber                                                                                                |
| Innsbruck 1976        | - lední hokej - ČSSR   | Jiří Holeček, Jiří Crha, Pavol Svitana, Oldřich Machač, František Pospíšil, Jiří Bubla, Milan Kajkl, Milan Chalupa, Miroslav Dvořák, Eduard Novák, Milan Nový, Josef Augusta, Bohuslav Ebermann, Ivan Hlinka, Jiří Holík, Vladimír Martinec, Jiří Novák, Bohuslav Šťastný, Jaroslav Pouzar                                                                 |
| Moskva 1980           | - pozemní hokej - ČSSR | Milada Blažková, Jiřina Čermáková, Jiřina Hájková, Berta Hrubá, Ida Hubáčková, Jiřina Kadlecová, Jarmila Králíčková, Jiřina Křížová, Alena Kyselicová, Jana Lahodová, Květa Petříčková, Viera Podhányiová, Marie Sýkorová, Iveta Šranková, Marta Urbanová a Lenka Vymazalová                                                                               |
| Moskva 1980           | - fotbal - ČSSR        | Stanislav Seman, Luděk Macela, Josef Mazura, Libor Radimec, Zdeněk Rygel, Petr Němec, Ladislav Vízek, Jan Berger,Jindřich Svoboda, Lubomír Pokluda, Verner Lička, Oldřich Rott, František Štambachr, František Kunzo, Zdeněk Šreiner, Rostislav Václavíček, Jaroslav Netolička                                                                             |
| Sarajevo 1984         | - lední hokej - ČSSR   | Jaromír Šindel, Jiří Králík, Radoslav Svoboda, Arnold Kadlec, Miloslav Hořava, Jaroslav Benák, Eduard Uvíra, Milan Chalupa, Vladimír Růžička, Dárius Rusnák, Jiří Hrdina, Vincent Lukáč, Pavel Richter, Igor Liba, Jiří Lála, Vladimír Caldr, Dušan Pašek, František Černík, Vladimír Kýhos, Jaroslav Korbela                                              |
| Albertville 1992      | - lední hokej - ČSFR   | Petr Bříza, Oldřich Svoboda, Jaromír Dragan, Drahomír Kadlec, Róbert Švehla, Jiří Šlégr, Leo Gudas, Miloslav Hořava, Bedřich Ščerban, Richard Šmehlík, Robert Lang, Petr Rosol, Otakar Janecký, Kamil Kašťák, Ladislav Lubina, Patrik Augusta, Tomáš Jelínek, Petr Hrbek, Richard Žemlička, Igor Liba, Radek Ťoupal, Peter Veselovský, František Procházka |